# Клан Кармайкл

Гребінь клану Кармайкл.

Клан Кармайкл (шотл. — Clan Carmichael) — один з кланів рівнинної частини Шотландії — Лоуленду. Клан також вважається септою кланів Дуглас, МакДугалл, Стюарт Епін, Стюарт Геллуей.
Гасло клану: Tout Jour Prest — завжди готовий (фр.)
Землі клану: Південний Ланаркшир
Вождь клану: Річард Кармайкл Кармайклський (шотл. — Richard Carmichael of Carmichael)
Резиденція вождів клану: Замок Кармайкл
Союзні клани: Дуглас

## Історія клану Кармайкл

### Походження клану Кармайкл
У Ланаркширі як мінімум 800 років є земля, яка називається Кармайкл (Карміхел). Саме від назви цієї землі клан отримав свою назву. Земля Кармайкл була частиною території Дугласдейл, що належала клану Дуглас. Король Шотландії Роберт І Брюс підтвердив своїми грамотами належність цих земель клану Дуглас.
В історичних документах вперше клан і його вожді згадуються у 1220 році — Роберт де Кармітелі (шотл. — Robert de Carmitely) відмовився від своїх претензій на землі церкви Клегхорн. У 1226 році Роберт де Кармайкл згадується в грамоті щодо земель абатства Драйберг.
Пізніше клан Кармайкл згадується в грамотах вождів клану Дуглас — у 1374—1384 роках, коли сер Джон де Кармайкл отримав грамоту на володіння землями Кармайкл від Вільяма Дугласа — І графа Дуглас. Сер Джон був серед лицарів, які підтримали клан Дуглас в їх боротьбі за владу в Шотландії і в їх рейдах через кордон з Англією. У нагороду за цю підтримку клан Дуглас дарував клану Кармайкл землі.
У 1414 році вождь клану отримав грамоту, яка підтверджувала його право на титул барона та землі Кармайкл, що складали в той час 14 000 акрів в парафіях Кармайкл, Петтіайн, Карлук.

### XV—XVI століття
Сер Джон де Кармайкл Медоуфлет воював  у складі шотландської армії, яка була відправлена на допомогу Франції проти англійського вторгнення. У битві під Боже  у 1424 році брав участь сер Джон Кармайкл — він мав двобій з англійським лицарем і командиром загону, в якому зламав свій спис. Англійським командиром був герцог Кларенс — лицар ордена Підв'язки і брат короля Англії Генріха V. Перемога Кармайкла деморалізувала англійську армію, вони втекли з поля бою і в пам'ять цього двобою клан Кармайкл зображає на гребені зламаний спис.
Катерина Кармайкл — дочка сера Джона, що був капітаном замку Кроуфорд, стала коханкою короля Шотландії Джеймса V. Король Шоттландії побудував замок Крауфордджон для того, щоб вони могли зустрічатися спокійно і ніхто їм не заважав. Вона народила від нього сина, що був зведеним братом Марії Стюарт — королеви Шотландії.
У 1546 році Пітер Кармайкл Балмеді брав участь у вбивстві кардинала Бітона в його замку Сент-Ендрюс. Пітер Кармайкл був відправлений за це на «галери», де він здійснив сповідь і покаяння Джону Ноксу — реформатору церкви Шотландії, якого оголосили єретиком. Пітер Кармайкл був поміщений у в'язницю, але пізніше втік.
Сер Джон Кармайкл був відомим рейдером шотландського Прикордоння. В ті часи жителі англійсько-шотландського прикордоння постійно здійснювали рейди на ворожу територію з метою військової здобичі і помсти. В ті часи такі рейди вважалися не тільки нормою, але і доблестю. Сер Джон Кармайкл був вождем клану Кармайкл з 1585 по 1599 рік, коли він був убитий. Він був фаворитом короля Шотландії Джеймса VI і був посвячений у лицарі під час коронації королевою Анною. Потім він був відправлений з дипломатичною місією до Англії. Сер Джон був також капітаном гвардії короля, Майстером Стайні, наглядачем західних земель і таємним радником короля. Він загинув у бою, коли він потрапив у засідку, заарештувавши кількох людей з клану Армстронг під час заворушень. Але брат сера Джона — Кармайкл Едром, переслідував вбивць і здійснив помсту.

### XVII—XVIII століття
У 1627 році сер Джеймс Кармайкл отримав титул баронета Нової Шотландії, а потім отримав від короля звання пера в 1647 році. Під час воєн «Трьох королівств» Джеймс Кармайкл — І лорд Кармайкл був переконаним прихильником короля Карла I, хоча два його сини були на стороні парламенту. Син І лорда — сер Деніел Кармайкл командував полком Клайдсдейл у битві під Марстон-Мур в 1644 році, а також у битві під Філіфау в 1645 році. Інші брати — сер Джеймс Кармайкл Боннітаун і капітан Джон Кармайкл були роялістами і брали участь у битві під Данбар у 1650 році. Джон Кармайкл був убитий в битві під Марстон-Мур, де він воював проти своїх братів.
У 1647 році сер Джеймс Кармайкл став лордом Кармайкл і його син став графом Гіндфорд у 1701 році. ІІІ граф був переконаним прихильником Ганноверської династії і був послом на службі в короля Великої Британії Георга II.

### Сучасна історія
Вожді клану Кармайкл стали союзниками клану Анструтер, коли Маргарет — дочка II графа Гіндфорд одружилась з Джоном Анструтером. Їх нащадки успадкували землі Кармайкл після смерті VI графа Гіндфорд в 1817 році. Вони прийняли прізвище Кармайкл-Анструтер. Так тривало до відновлення посади вождя клану Кармайкл у 1980 році. Вождь клану — Річард Кармайкл багато працював, щоб відновити і підтримати клан Кармайкл, люди якого розкидані по всьому світі.

## Замки клану Кармайкл
- Замок Мавдслай (шотл. — Maudslie castle)
- Замок Естенд-хаус (шотл. — Eastend House)
- Замок Кармайкл-хаус (шотл. — Carmichael House)
- Замок Кроуфорд (шотл. — Crawford Castle)
- Замок Крайг-Госпітал (шотл. — Castle Craig Hospital)
- Замок Фентон-тауер (шотл. — Fenton Tower)